# Symplecta (Psiloconopa) meigeni
Symplecta (Psiloconopa) meigeni is een tweevleugelige uit de familie steltmuggen (Limoniidae). De soort komt voor in het Palearctisch gebied.